# Бунакове
Бунако́ве — село в Україні, у Лозівській міській громаді Лозівського району Харківської області. Дуже віддалене село Лозівщини. Населення становить 658 осіб. До 2018 орган місцевого самоврядування — Бунаківська сільська рада.

## Географія
Село Бунакове знаходиться на правому березі річки Берека, вище за течією на відстані 2 км розташоване село Рокитне, нижче за течією на відстані 1 км розташоване село Святушине, на протилежному березі - село Степове. Річка в цьому місці сильно заболочена, утворює лимани, стариці і озера.

## Історія
1860 — дата заснування.
Під час Другої світової війни село кілька разів переходило з рук в руки.
12 червня 2020 року, відповідно до Розпорядження Кабінету Міністрів України  № 725-р «Про визначення адміністративних центрів та затвердження територій територіальних громад Харківської області», увійшло до складу Лозівської міської громади.
17 липня 2020 року, в результаті адміністративно-територіальної реформи та ліквідації колишнього Лозівського району (1923—2020), увійшло до складу новоутвореного Лозівського району Харківської області.

## Економіка
За часів радянської влади (повоєнний час) село входило до колгоспу ім. Петровського, було мільйонером, мало 4800 га земельних угідь, мало зерно-м'ясо-молочний напрям. Комбанер Ф. Білостицький тричі був учасником Виставки досягнень народного господарства СРСР.

## Культура
Є школа, дитсадок, клуб, бібліотека.

## Пам'ятки
Поблизу села знаходиться сарматське поховання ІІ — III ст. н. е.